# Llagostí tigrat marró
El llagostí tigrat marró (Penaeus esculentus) és una espècie de crustaci decàpode de la família Penaeidae, que està àmpliament distribuït a Austràlia.

## Ecologia
Els joves de P. esculentus viuen entre les algues, i quan són adults la seva closca fa uns 32 mm. Els adults poden fer 155 mm de llargada, s'assemblen a Penaeus monodon, però són més petits i marronosos. Viuen fins a fondàries de 2000 m.

## Distribució
P. esculentus és un endemisme de les aigües australianes des de New South Wales (prop de Sydney) a Shark Bay, Western Australia, principalment a fondàries d'entre 16 i 22 m.
Unes 500 tones d'aquest llagostí es pesquen cada any